# Claudio Zali
Claudio Zali (* 1961 in Viganello) ist ein Schweizer Rechtsanwalt, Politiker (Lega dei Ticinesi) und Staatsrat.

## Leben und Wirken
Claudio Zali besuchte das Lyzeum von Lugano, dann 1986 studierte er Rechtswissenschaft in der Universität Zürich und 1988 die Lizenz als Anwalt erhielt. Neben seiner anwaltlichen Tätigkeit unterrichtete er bis 1992 Rechtswissenschaft an der Kantonalen Handelsschule in Bellinzona, bevor er zum Richter am Tribunale di Appello gewählt wurde.
Im Jahr 2001 trat er dem Strafgericht bei und wurde 2011 dessen Präsident. Er verliess diese Aufgabe, um am 12. November 2013 dem Staatsrat des Kantons Tessin beizutreten, und ist nun Direktor des Dipartimento del territorio. Seit 6. April 2018 ist er Präsident der Kantonsregierung.
In seiner Freizeit läuft und trainiert er den Motorsport.